# 根本直樹 (地理学者)
根本 直樹（ねもと なおき 、1954年 - ）は、日本の地理学者。北海道教育大学教授。専門は地域学。

## 来歴
茨城県生まれ。1981年、駒澤大学大学院人文科学研究科地理学専攻修士課程修了。同年5月、市立函館博物館に勤務。のちに函館市編纂室に異動。2000年4月より北海道教育大学函館校に勤務。
北海道教育大学教育学部函館校教授。北海道教育大学附属函館小学校校長を4年間兼任。

## 著書
共著
- 「地域学」から見えてくるもの : 合同公開講座函館学2012（2014年、キャンパス・コンソーシアム函館・事務局）高橋豊彦共著[3]